# Paulet-sziget

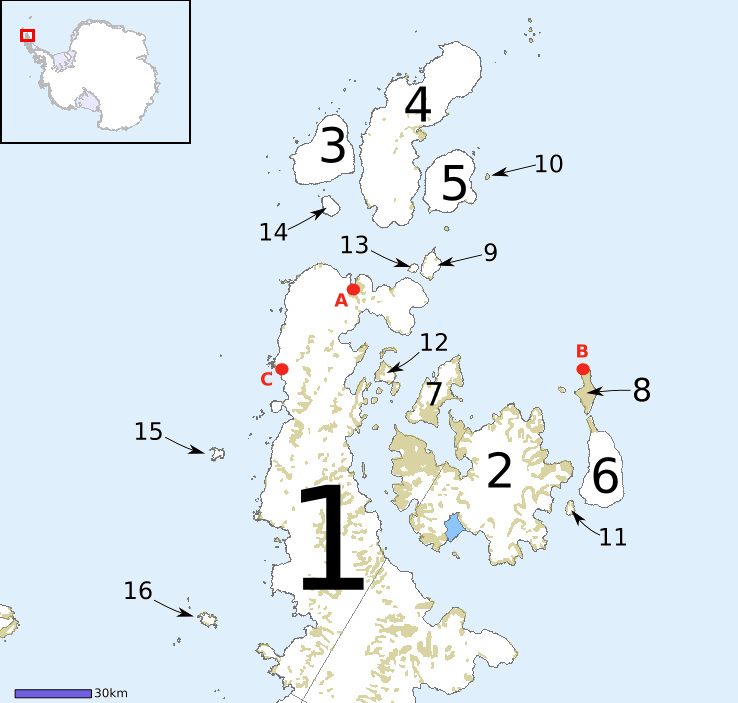
Az Antarktiszi-félsziget északi csücskének térképe, a 10-es hely a Paulet-sziget

A Paulet-sziget egy kör alakú sziget, megközelítőleg 1,6 kilométer hosszú. A Dundee-szigettől délkeletre fekszik 4,8 kilométerre, az Antarktiszi-félsziget északkeleti végénél. Salakkal beterített lávafolyások találhatók a felszínén, egy kráterrel. A partjait geotermikus energia által keltett hő tartja jégmentesen, és a fiatal morfológiai képződmények arra utalnak, hogy az utóbbi 1000 évben aktív vulkáni tevékenység folyhatott itt. A James Clark Ross által vezetett brit expedíció fedezte fel a szigetet 1839 és 1843 között, és a királyi haditengerészet kapitánya, Lord George Paulet után nevezték el. 1903-ban a Svéd Antarktiszi Expedíció során Otto Nordenskjöld hajója, az Antarctic a sziget partjainál süllyedt el. A szigeten ma egy körülbelül húszezres létszámú Adélie-pingvin kolónia él, és gyakran látogatják antarktiszi turisták is.

## Fordítás
Ez a szócikk részben vagy egészben  a   Paulet Island című angol Wikipédia-szócikk ezen változatának fordításán alapul.  Az eredeti cikk szerkesztőit annak laptörténete sorolja fel. Ez a jelzés csupán a megfogalmazás eredetét és a szerzői jogokat jelzi, nem szolgál a cikkben szereplő információk forrásmegjelöléseként.

## Külső hivatkozások
- További információk a szigetről
- Kép a szigetről pingvinekkel Archiválva 2015. május 12-i dátummal a Wayback Machine-ben
- Kép a szigetről
- Riport a szigetről